# Passeport israélien
Le passeport israélien (en hébreu : דַּרְכּוֹן יִשְׂרְאֵלִי, darkon Yisre'eli) est un document de voyage international délivré aux ressortissants israéliens, pouvant servir de preuve de la citoyenneté israélienne. Il est le deuxième passeport au Moyen-Orient offrant le plus de possibilités de voyage, après le passeport émirati. Il permet de voyager dans 138 destinations sans visa.

## Passeport et alya
Les immigrants ayant fait leur alya peuvent demander un passeport israélien pour leurs futurs déplacements à l'étranger. L’alya est le système d’immigration qui permet a tout juif d’immigrer en Israël de n’importe quel pays

## Liste des pays sans visa ou visa à l'arrivée
En 2021, les citoyens israéliens peuvent entrer sans visa préalable (soit absence de visa, soit visa délivré lors de l'arrivée sur le territoire) dans 158 pays et territoires pour des voyages d'affaires ou touristiques de courte durée. Selon l'étude de Henley & Partners, Israël est classée cent cinquante huitième, à égalité avec le Mexique en termes de liberté de voyages internationaux.

Israël
Visa non nécessaire / Système d'autorisation électronique
Visa à l'arrivée
Système de visa électronique
Visa à l'arrivée et Système de visa électronique
Visa requis avant l'arrivée
Admission refusée

## Liste des pays n'acceptant pas les passeports israéliens
- Afghanistan
- Algérie [3]
- Arabie saoudite
- Bangladesh
- Brunei
- Irak (passeport israélien valide seulement au Kurdistan irakien)
- Iran
- Koweït
- Liban
- Libye
- Malaisie (possibilité d'autorisation spéciale)[réf. souhaitée]
- Maldives [réf. nécessaire]
- Qatar (le passeport israélien était autorisé uniquement pendant la Coupe du monde de football 2022)
- Oman (passport israélien autorisé uniquement en cas de transit)
- Pakistan
- Syrie
- Tunisie[4]
- Yémen